# پیوتر کلیموک
پیوتر کلیموک (به انگلیسی: Pyotr Klimuk) فضانورد اهل اتحاد شوروی است که در ۱۰ ژوئیهٔ ۱۹۴۲ در برست رایون زاده شد. وی در مأموریت سایوز ۱۳، سایوز ۱۸، سایوز ۳۰ حضور داشته است.